# Club Ángeles de Puebla
El Club Ángeles de Puebla fou un club de futbol mexicà de la ciutat de Puebla de Zaragoza, Estat de Puebla.

## Història
El club va ser fundat el 1984 després de la compra del Club de Fútbol Oaxtepec. Va jugar a la primera divisió entre els anys 1984 i 1988. Aquest darrer any la franquícia fou venuda al Club Santos Laguna. Va reviure breument entre 1999 i 2001.

## Temporades
| Any       | Pos    | PJ | V  | E  | D  | GF | GC | PTS |
| --------- | ------ | -- | -- | -- | -- | -- | -- | --- |
| 1984-85   | 4 G.4  | 38 | 12 | 11 | 15 | 54 | 61 | 35  |
| PRODE-85  | 3 G.3  | 8  | 3  | 3  | 2  | 13 | 13 | 9   |
| Mexico-86 | 10 G.2 | 18 | 4  | 4  | 10 | 14 | 24 | 12  |
| 1986-87   | 5 G.5  | 40 | 9  | 16 | 16 | 40 | 49 | 34  |
| 1987-88   | 5 G.5  | 39 | 9  | 12 | 17 | 57 | 79 | 30  |

## Evolució de l'uniforme
| 1984 | 1985 | 1986 | 1987 | 1988 |

| 1999 |